# Henri Kontinen
 Henri Kontinen  nacido el 19 de junio de 1990 es un extenista profesional finlandés.

## Carrera

### Juvenil
Kontinen ganó el torneo de Roland Garros del 2008, en modalidad dobles juniors, disputando el torneo junto al indonesio Christopher Rungkat.

Disputó también la final del campeonato de Wimbledon del 2008 en la modalidad individuales juniors, siendo derrotado en la final por el búlgaro Grigor Dimitrov.

En el U.S. Open del 2008 otra vez disputa la final de dobles juniors, junto a Christopher Rungkat, pero pierden frente a la pareja constituida por el austríaco Nikolaus Moser y el alemán Cedrik-Marcel Stebe.

### Pro Tour
Su ranking más alto a nivel individual fue el puesto N.º 220, alcanzado el 18 de octubre de 2010. A nivel de dobles alcanzó el puesto N.º 60 el 21 de julio de 2014.
Hasta el momento ha obtenido 7 títulos de la categoría ATP Challenger Series, todos ellos en modalidad de dobles.

### 2014
Comienza el año obteniendo el título del Heilbronn Open 2014, disputado en Alemania en pistas duras bajo techo. Su pareja fue el polaco Tomasz Bednarek y derrotaron en la final a los hermanos británicos Ken Skupski y Neal Skupski por un marcador de 3-6, 7-6(3), [12-10].
Posteriormente ganó el Challenger La Manche que se jugó en la ciudad francesa de Cherburgo-Octeville. Junto al ruso Konstantin Kravchuk derrotaron en la final a la pareja local formada por Pierre-Hugues Herbert y Albano Olivetti en tres sets.
A finales de abril ganó el Sarasota Open 2014, challenger disputado en Estados Unidos en modalidad de dobles. Su pareja fue el croata Marin Draganja y derrotaron en la final a al pareja formada por el español Rubén Ramírez Hidalgo y el croata Franko Škugor.

### Copa Davis
Desde el año 2008 es participante del Equipo de Copa Davis de Finlandia. Tiene en esta competición un récord total de partidos ganados/perdidos de 13/8 (6/4 en individuales y 7/4 en dobles).

## Torneos de Grand Slam

### Dobles

#### Títulos (1)
| Año  | Torneo               | Pareja     | Oponentes en la final | Resultado |
| 2017 | Abierto de Australia | John Peers | Bob Bryan Mike Bryan  | 7-5, 7-5  |

#### Finalista (1)
| Año  | Torneo               | Pareja     | Oponentes en la final               | Resultado   |
| 2019 | Abierto de Australia | John Peers | Pierre-Hugues Herbert Nicolas Mahut | 4-6, 6-7(1) |

### Dobles mixto

#### Títulos (1)
| Año  | Torneo    | Pareja         | Oponentes en la final            | Resultado   |
| 2016 | Wimbledon | Heather Watson | Anna-Lena Grönefeld Robert Farah | 7-6(5), 6-4 |

#### Finalista (1)
| Año  | Torneo    | Pareja         | Oponentes en la final       | Resultado |
| 2017 | Wimbledon | Heather Watson | Martina Hingis Jamie Murray | 4-6, 4-6  |

## Títulos ATP (24; 0+24)

### Dobles (24)
| Leyenda                         |
| Grand Slam (1)                  |
| ATP Wourld Tour Finals (2)      |
| ATP Masters 1000 World Tour (3) |
| ATP World Tour 500 series (6)   |
| ATP World Tour 250 series (12)  |

| N.º | Fecha                    | Torneos               | Superficie    | Pareja                 | Oponentes en la final               | Resultado           |
| --- | ------------------------ | --------------------- | ------------- | ---------------------- | ----------------------------------- | ------------------- |
| 1.  | 2 de agosto de 2014      | Kitzbühel             | Tierra batida | Jarkko Nieminen        | Daniele Bracciali Andrey Golubev    | 6-1, 6-4            |
| 2.  | 8 de febrero de 2015     | Zagreb                | Dura (i)      | Marin Draganja         | Fabrice Martin Purav Raja           | 6-4, 6-4            |
| 3.  | 22 de febrero de 2015    | Marsella              | Dura (i)      | Marin Draganja         | Colin Fleming Jonathan Marray       | 6-4, 3-6, [10-8]    |
| 4.  | 26 de abril de 2015      | Barcelona             | Tierra batida | Marin Draganja         | Jamie Murray John Peers             | 6-3, 6-7(6), [11-9] |
| 5.  | 27 de septiembre de 2015 | San Petersburgo       | Dura (i)      | Treat Huey             | Julian Knowle Alexander Peya        | 7-5, 6-3            |
| 6.  | 4 de octubre de 2015     | Kuala Lumpur          | Dura (i)      | Treat Huey             | Raven Klaasen Rajeev Ram            | 7-6(4), 6-2         |
| 7.  | 10 de enero de 2016      | Brisbane              | Dura          | John Peers             | James Duckworth Chris Guccione      | 7-6(4), 6-1         |
| 8.  | 1 de mayo de 2016        | Múnich                | Tierra batida | John Peers             | Juan Sebastián Cabal Robert Farah   | 6-3, 3-6, [10-7]    |
| 9.  | 17 de julio de 2016      | Hamburgo              | Tierra batida | John Peers             | Daniel Nestor Aisam-ul-Haq Qureshi  | 7-5, 6-3            |
| 10. | 27 de agosto de 2016     | Winston-Salem         | Dura          | Guillermo García-López | Andre Begemann Leander Paes         | 4-6, 7-6(6), [10-8] |
| 11. | 25 de septiembre de 2016 | San Petersburgo       | Dura (i)      | Dominic Inglot         | Andre Begemann Leander Paes         | 4-6, 6-3, [12-10]   |
| 12. | 6 de noviembre de 2016   | París                 | Dura (i)      | John Peers             | Pierre-Hugues Herbert Nicolas Mahut | 6-4, 3-6, [10-6]    |
| 13. | 20 de noviembre de 2016  | ATP World Tour Finals | Dura (i)      | John Peers             | Raven Klaasen Rajeev Ram            | 2-6, 6-1, [10-8]    |
| 14. | 28 de enero de 2017      | Abierto de Australia  | Dura          | John Peers             | Bob Bryan Mike Bryan                | 7-5, 7-5            |
| 15. | 6 de agosto de 2017      | Washington            | Dura          | John Peers             | Łukasz Kubot Marcelo Melo           | 7-6(5), 6-4         |
| 16. | 8 de octubre de 2017     | Pekín                 | Dura          | John Peers             | John Isner Jack Sock                | 6-3, 3-6, [10-7]    |
| 17. | 15 de octubre de 2017    | Shanghái              | Dura          | John Peers             | Łukasz Kubot Marcelo Melo           | 6-4, 6-2            |
| 18. | 19 de noviembre de 2017  | ATP World Tour Finals | Dura (i)      | John Peers             | Łukasz Kubot Marcelo Melo           | 6-4, 6-2            |
| 19. | 7 de enero de 2018       | Brisbane              | Dura          | John Peers             | Leonardo Mayer Horacio Zeballos     | 3-6, 6-3, [10-2]    |
| 20. | 24 de junio de 2018      | Queen's Club          | Hierba        | John Peers             | Jamie Murray Bruno Soares           | 6-4, 6-3            |
| 21. | 12 de agosto de 2018     | Toronto               | Dura          | John Peers             | Raven Klaasen Michael Venus         | 6-2, 6-7(7), [10-6] |
| 22. | 17 de febrero de 2019    | Róterdam              | Dura (i)      | Jérémy Chardy          | Jean-Julien Rojer Horia Tecău       | 7-6(5), 7-6(4)      |
| 23. | 20 de octubre de 2019    | Estocolmo             | Dura (i)      | Édouard Roger-Vasselin | Mate Pavić Bruno Soares             | 6-4, 6-2            |
| 24. | 28 de febrero de 2021    | Montpellier           | Dura (i)      | Édouard Roger-Vasselin | Jonathan Erlich Andrei Vasilevski   | 6-2, 7-5            |

#### Finalista (6)
| N.º | Fecha                    | Torneos              | Superficie    | Pareja             | Oponentes en la final                | Resultado            |
| --- | ------------------------ | -------------------- | ------------- | ------------------ | ------------------------------------ | -------------------- |
| 1.  | 20 de septiembre de 2014 | Metz                 | Dura (i)      | Marin Draganja     | Mariusz Fyrstenberg Marcin Matkowski | 7-6(3), 3-6, [8-10]  |
| 2.  | 26 de octubre de 2014    | Basilea              | Dura (i)      | Marin Draganja     | Vasek Pospisil Nenad Zimonjić        | 6-7(13), 6-1, [5-10] |
| 3.  | 8 de agosto de 2015      | Kitzbühel            | Tierra batida | Robin Haase        | Nicolás Almagro Carlos Berlocq       | 7-5, 3-6, [9-11]     |
| 4.  | 16 de octubre de 2016    | Shanghái             | Dura          | John Peers         | John Isner Jack Sock                 | 4-6, 4-6             |
| 5.  | 27 de enero de 2019      | Abierto de Australia | Dura          | John Peers         | Pierre-Hugues Herbert Nicolas Mahut  | 4-6, 6-7(1)          |
| 6.  | 16 de febrero de 2020    | Róterdam             | Dura (i)      | Jan-Lennard Struff | Pierre-Hugues Herbert Nicolas Mahut  | 6-7(5), 6-4, [7-10]  |

## ATP Challenger Tour
| Leyenda               | Ganados | Perdidos |
| --------------------- | ------- | -------- |
| ATP Challenger Series | 7       | 0        |

| N.º | Fecha      | Torneo                     | Superficie | Compañero           | Oponentes en la final                 | Resultado          |
| --- | ---------- | -------------------------- | ---------- | ------------------- | ------------------------------------- | ------------------ |
| 1.  | 14.11.2010 | Challenger de Loughborough | Dura       | Frederik Nielsen    | Jordan Kerr Ken Skupski               | 6–2, 6–4           |
| 2.  | 28.07.2013 | Challenger de Tampere      | Tierra     | Goran Tošić         | Ruben Gonzales Chris Letcher          | 6–4, 6–4           |
| 3.  | 09.11.2013 | Challenger de Bratislava   | Dura (i)   | Andreas Siljeström  | Gero Kretschmer Jan-Lennard Struff    | 7-66, 6-2          |
| 4.  | 16.11.2013 | Challenger de Helsinki     | Dura (i)   | Jarkko Nieminen     | Dustin Brown Philipp Marx             | 7-5, 5-7, [10-5]   |
| 5.  | 26.01.2014 | Challenger de Heilbronn    | Dura(i)    | Tomasz Bednarek     | Ken Skupski Neal Skupski              | 3-6, 7-63, [12-10] |
| 6.  | 02.03.2014 | Challenger de Cherburgo    | Dura (i)   | Konstantin Kravchuk | Pierre-Hugues Herbert Albano Olivetti | 6-4, 63-7, [10-7]  |
| 7.  | 20.04.2014 | Challenger de Sarasota     | Tierra     | Marin Draganja      | Rubén Ramírez Franko Škugor           | 7-5, 5-7, [10-6]   |

## Clasificación histórica

### Dobles
| Torneos                   | 2014           | 2015           | 2016 | 2017 | G–P        |            |
| ------------------------- | -------------- | -------------- | ---- | ---- | ---------- | ---------- |
| Grand Slam                |                |                |      |      |            |            |
| Abierto de Australia      | A              | 1R             | 2R   | G    | 7–2        |            |
| Roland Garros             | 2R             | 2R             | 2R   | 1R   | 3–4        |            |
| Wimbledon                 | 1R             | 1R             | CF   | SF   | 7–4        |            |
| Abierto de Estados Unidos | 1R             | 1R             | 2R   | SF   | 5–4        |            |
| G–P                       | 1–3            | 1–4            | 6–4  | 14–3 | 22–14      |            |
| Torneo de fin de año      |                |                |      |      |            |            |
| Tour Finals               | No Clasificado | No Clasificado | G    |      | 5–0        |            |
| ATP Masters Series        |                |                |      |      |            |            |
| Indian Wells              | A              | 1R             | 1R   | CF   | 2–3        |            |
| Miami                     | A              | CF             | 1R   | 2R   | 3–3        |            |
| Monte Carlo               | A              | 1R             | CF   | CF   | 3–3        |            |
| Madrid                    | A              | 1R             | CF   | CF   | 3–3        |            |
| Roma                      | A              | 1R             | 1R   | SF   | 2–3        |            |
| Canadá                    | A              | A              | CF   | CF   | 2–2        |            |
| Cincinnati                | A              | A              | 1R   | CF   | 0–2        |            |
| Shanghái                  | A              | A              | F    | G    | 8–1        |            |
| París                     | A              | A              | G    | CF   | 6–1        |            |
| G–P                       | 0–0            | 2–5            | 14–8 | 8–7  | 24–20      |            |
| Estadísticas carrera      |                |                |      |      |            |            |
| Títulos–Finales           | 1–2            | 5–1            | 7–1  | 4–0  | 17–4       | 17–4       |
| Ranking                   | 46             | 31             | 7    |      | $1,785,925 | $1,785,925 |